# Hrabstwo Lake (Michigan)
Lake – hrabstwo w stanie Michigan w USA. Siedzibą hrabstwa jest Baldwin.

## Wioski
- Baldwin
- Luther

## Hrabstwo Lake graniczy z następującymi hrabstwami
- północny wschód – hrabstwo Wexford
- wschód – hrabstwo Osceola
- południe – hrabstwo Newaygo
- zachód – hrabstwo Mason
- północny zachód – hrabstwo Manistee